# Fungiacyathus
Fungiacyathus is een geslacht van neteldieren uit de klasse van de Anthozoa (bloemdieren).

## Soorten
- Fungiacyathus (Bathyactis) crispus (Pourtalès, 1871)
- Fungiacyathus (Bathyactis) dennanti Cairns & Parker, 1992
- Fungiacyathus (Bathyactis) fissidiscus Cairns & Zibrowius, 1997
- Fungiacyathus (Bathyactis) fissilis Cairns, 1984
- Fungiacyathus (Bathyactis) granulosus Cairns, 1989
- Fungiacyathus (Bathyactis) hydra Zibrowius & Gili, 1990
- Fungiacyathus (Bathyactis) marenzelleri (Vaughan, 1906)
- Fungiacyathus (Bathyactis) margaretae Cairns, 1995
- Fungiacyathus (Bathyactis) pliciseptus Keller, 1981
- Fungiacyathus (Bathyactis) pseudostephanus Keller, 1976
- Fungiacyathus (Bathyactis) sibogae (Alcock, 1902)
- Fungiacyathus (Bathyactis) symmetricus (Pourtalès, 1871)
- Fungiacyathus (Bathyactis) turbinolioides Cairns, 1989
- Fungiacyathus (Bathyactis) variegatus Cairns, 1989
- Fungiacyathus (Fungiacyathus) fragilis Sars, 1872
- Fungiacyathus (Fungiacyathus) multicarinatus Cairns, 1998
- Fungiacyathus (Fungiacyathus) paliferus (Alcock, 1902)
- Fungiacyathus (Fungiacyathus) pusillus (De Pourtalès, 1868)
- Fungiacyathus (Fungiacyathus) sandoi Cairns, 1999
- Fungiacyathus (Fungiacyathus) stephanus (Alcock, 1893)